# 현대 에스페란토 언어변화
에스페란토가 국제 의사소통의 목적어 충분히 적합에 보임에도 불고하고, 에스페란토 역사에는 많은 개선안이 제안되어왔다. 1908년에는 그 중 하나인 이도가 탄생하였다. 에스페란토가 발표된 1887년부터 지금까지 어근의 변화 없이 있어왔지만 느리고 지속적으로 변화하였다. 이러한 변화에는 다음과 같은 것이 있다.

## 어휘
시간에 따라서, 에스페란토에서 쓰이는 어휘들은 대체로 다음과 같은 변화를 보인다.
- 짧은 단어의 선호

aŭtomobilo → aŭto (자동차)
metropoliteno → metroo (도시 철도)
spontanea → spontana (자발적)
proletario → proletaro (프롤레타리아)
- 단어가 고어화되고, 새로운 단어로 대체됨

pafilego → kanono (대포)
aeroplano → aviadilo, avio (비행기)
konkiri → konkeri (정복하다)
centjaro → jarcento (세기)
- 뉘앙스를 나타내는 어휘가 많아짐: 예를 들어 bleki는 "동물이 소리내다"라는 뜻을 가진 동사였으나, 후에는 말 곰 따위의 소리에만 사용되게 되었고, 동물의 종류마다 동사가 추가 되었다.

또한, 단어의 의미가 조금씩 바뀌게 된 경우가 있다.
- 고전적으로, ami는 "사랑하다" 말고도 "(물건 및 대상을) 좋아하다"는 뜻을 가졌으나, 오늘날에는 항상 사랑을 의미한다.
- 반대로, 고전적으로 ŝati는 "~을 즐기다, 높이 사다"라는 뜻이었으나, 오늘날 대체로 "좋아한다"는 뜻으로 쓰인다.
- 고전적으로, "plaĝo"는 일광욕에 적합하게 이루어진 해변 또는 강변을, "strando"는 야생적인 해변 또는 강변을 의미했으나, 후에는 이 구분이 사라지고 사실상 동의어가 되었다.

## 음운

### ĥ의 퇴화
음운론적으로, 현대 에스페른토의 가장 큰 특징은 음운 /ĥ/ IPA: [x]의 퇴화이다. 그리스어에서 온 단어에서는 전통적으로 χ를 "ĥ"로 표기하였는데, 이는 오늘날 거의 대부분 "k"로 치환되었다. 일부 경우, 다른 단어와의 충돌을 막기 위하여 아예 다른 어근으로 치환된 경우도 있다. 예를 들어, ĥoro(코러스)는 koro(심장)과의 충돌을 막기 위하여  koruso로 치환되었다.
일부 경우, "k" 대신 "ĉ"로 치환되는 경우도 있다. 대표적으로,  ĥino (중국인) → ĉino 등이 있다.
| 그리스어    | 초기 에스페란토 | 현대 에스페란토 | 뜻                                       | 주석                          |
| ----------- | --------------- | --------------- | ---------------------------------------- | ----------------------------- |
| ἀρχαῖος     | arĥaika, arĥaja | arkaika, arkaa  | 고대의                                   | arka(호(弧) 모양의)는 다른 뜻 |
| αρχαιολόγος | arĥeologo       | arkeologo       | 고고학자                                 |                               |
| χειρουργός  | ĥirurgo         | kirurgo         | 외과의사                                 |                               |
| χημεία      | ĥemio           | kemio           | 화학                                     |                               |
| χορός       | ĥoro            | koruso          | 코러스                                   | koro(심장)는 다른 뜻          |
| χάος        | ĥaoso           | kaoso           | 카오스, 혼돈                             |                               |
| χίμαιρα     | ĥimero          | kimero          | 키메라                                   |                               |
| μονάρχης    | monarĥo         | monarko         | 군주                                     |                               |
| τέχνη       | teĥniko         | tekniko         | 기술                                     |                               |
|             | ĥino            | ĉino            | 중국인                                   | kino(영화)는 다른 뜻          |
| χυλός       | ĥilo            | ĉilo            | 암죽, 유미 (소화된 지방을 포함한 림프액) | kilo(용골)는 다른 뜻          |

### 복잡한 자음 및 이중 모음의 단순화
에스페란토의 음운론이 정립되면서, 초기 에스페란토에 등장했던 일부 외래어는 그 표기가 간소화되었다. 특히, 에스페란토에서 쓰이지 않는 자음 조합 (tĉ 등), 모음 조합(oŭ), 겹자음 (tt 등)이 사라졌다. 다만, finno(핀란드인)는 예외적으로 현재 계속 쓰이고 있다 (fino(끝)은 다른 뜻).
| 원어                | 초기 에스페란토 | 현대 에스페란토 | 뜻                 | 주석                                           |
| ------------------- | --------------- | --------------- | ------------------ | ---------------------------------------------- |
| 영어: budget        | budĝeto         | buĝeto          | 예산               |                                                |
| 영어: match         | matĉo           | maĉo            | 경기 (스포츠 따위) |                                                |
| 이탈리아어: ghetto  | ghetto          | geto            | 게토               |                                                |
| 프랑스어: poupe     | poŭpo           | pobo            | 뱃고물             |                                                |
| 이탈리아어: netto   | nette           | nete            | 총 (중량 따위)     | nete의 원래 뜻(결정적으로, 결함이 없이)과 충돌 |
| 영어: watt          | vatto, ŭato     | vato            | 와트               | vato(솜뭉치)와 충돌                            |
| 팔리어: बुद्ध buddha  | buddo, budho    | budao           | 부처               | budo(헛간)는 다른 뜻                           |
| 라틴어: vīlla       | villo           | vilao           | 빌라               | vilo(머리털)는 다른 뜻                         |
| 라틴어: bulla       | bullo           | buleo           | 교황 칙서          | bulo(공, 뭉치)는 다른 뜻                       |
| 아랍어: لجن jinn[*] | ĝinno           | ĝino            | 진                 | ĝino(진 (술))과 충돌                           |

## 어형
대체로, 현대 에스페란토에서는 고전적인 에스페란토보다 접사를 덜 사용한다. 과거에 사용되었던 -emeco는 -emo로 단순화되었다.
konservemeco → konservemo
또한, 예술 분야를 나타내던 -ado가 -arto 또는 다른 단어로 치환되었다.
kantado → kantarto
pentrado → pentrarto
또한, 최근 접사를 일반 단어처럼 사용하는 경우가 잦아졌다. 예들 들어 다음과 같은 것들이 있다.
| 접사                 | 파생 단어        | 주석                   |
| -------------------- | ---------------- | ---------------------- |
| -eg-(증대형 접미사)  | ega(큰)          | 전통적으로는 granda    |
| -et-(지소형 접미사)  | eta(작은)        | 전통적으로는 malgranda |
| mal-(반의어 접두사)  | mala(반대의)     |                        |
| -estro(-의 우두머리) | estro (우두머리) |                        |
| -ismo(-주의, 사상)   | ismo (사상)      |                        |

푼다멘토에서는 국명을 표기할 때, 상당수가 민족을 나타내는 단어에 -ujo (담는/포함하는 것) 접미사를 추가하였다. 오늘날, 이는 -io 접미사로 치환되어 쓰이는 경우가 많다.
| 초기 에스페란토 | 현대 에스페란토 | 뜻       |
| --------------- | --------------- | -------- |
| Anglujo         | Anglio          | 잉글랜드 |
| Francujo        | Francio         | 프랑스   |
| Germanujo       | Germanio        | 독일     |
| Japanujo        | Japanio         | 일본     |
| Turkujo         | Turkio          | 터키     |

## 문법
- 복잡한 동사 형태를 파하게 됨.
- 부사 형태의 사용 빈도가 높아짐: en la lasta tempo→  lastatempe, per aviadilo→ aviadile, hastante kaj kiel la lasta→ haste kaj laste

최근 에스페란토 개선안은 soc.culture.esperanto 같은 새로운 그룹에서 의논되고 있다. 예를 들자면 사람을 나타내는 중성 3인칭 대명사 (ri, ŝli) 또는 ĝi를 사용하자는 제안이 있다.

## 같이 보기
- 불로뉴 선언
- 에스페란토의 역사